# Cuarta pandemia de cólera
La cuarta pandemia de cólera del siglo XIX comenzó en el delta del Ganges (Raj británico) de la región de Bengala y se expandió con peregrinos musulmanes a La Meca. En su primer año, la epidemia se cobró 30 000 de los 90 000 peregrinos. El cólera se extendió por todo el Medio Oriente y fue llevado a Rusia, Europa, África y América del Norte, en cada caso extendiéndose a través de viajeros desde ciudades portuarias y a lo largo de vías navegables interiores.
La pandemia llegó al norte de África en 1865 y se extendió al África subsahariana, matando a 70 000 personas en Zanzíbar en 1869-1870. El cólera se cobró 90 000 vidas en Rusia en 1866. Se estima que la epidemia de cólera que se propagó con la guerra austro-prusiana (1866) que se cobró 165 000 vidas en el Imperio austriaco, incluyendo 30 000 cada una en Hungría y Bélgica, y 20 000 en los Países Bajos.
En junio de 1866, una epidemia localizada en el East End de Londres se cobró 5.596 vidas, justo cuando la ciudad estaba completando la construcción de sus principales sistemas de tratamiento de aguas residuales y agua; la sección del East End no estaba del todo completa. También fue causada por el hacinamiento de la ciudad en el East End, que ayudó a que la enfermedad se propagara más rápidamente en la zona. El epidemiólogo William Farr identificó a la East London Water Company como la fuente de la contaminación. Farr hizo uso del trabajo previo de John Snow y otros, señalando el agua potable contaminada como la causa probable del cólera en un brote de 1854. En el mismo año, el uso de agua contaminada del canal en las obras hidráulicas locales causó un brote menor en Ystalyfera, en el sur de Gales. Los trabajadores asociados con la empresa, y sus familias, fueron los más afectados, y 119 murieron.
En 1867, Italia perdió 113 000 a causa del cólera y 80 000 murieron a causa de la enfermedad en Argelia. Los brotes en América del Norte en la década de 1870 mataron a unos 50 000 estadounidenses cuando el cólera se propagó desde Nueva Orleans a través de pasajeros a lo largo del río Misisipi y a puertos en sus afluentes.